# Arnače
Arnače este o localitate din comuna Velenje, Slovenia, cu o populație de 54 de locuitori.